# I Wanna Rock (песня Snoop Dogg)
«I Wanna Rock» (с англ. — «Я хочу зажигать») — третий официальный сингл американского рэпера Snoop Dogg с альбома Malice n Wonderland, который вышел 17 ноября 2009 года, после выхода второго сингла «That’s Tha Homie». Песня была спродюсирована Scoop DeVille и смикширована Dr. Dre. Позже, 23 ноября, Snoop Dogg выпустил микстейп с почти таким же названием «I Wanna Rock Mixtape». Песня была подтверждена на радио BBC Radio 1.
Главные элементы для сингла были взяты из трека «Space Dust» записанный Galactic Force Band. В песне не указано продюсерство Dr. Dre, но она была смикширована им. Инструментал трека был написан продюсером Scoop DeVille, и сначала инструментал был предназначен для артиста Styles of Beyond.

## Видеоклип
Видеоклип, отснятый Erick Peyton, был выпущен на MTV Hits и MTV.com 26 ноября, 2009 года. В клипе есть такие люди как Jamie Foxx, победитель третьего сезона America’s Best Dance Crew «Quest Crew», хип-хоп группа Far East Movement, профессиональный скейтбордёр Terry Kennedy, Laurie Ann Gibson, и популярная команда The Ranger$.

## Чарты
| Чарт (2010)                           | Пик позиция |
| ------------------------------------- | ----------- |
| США (Billboard Hot 100)               | 41          |
| США (Billboard Hot R&B/Hip-Hop Songs) | 10          |
| США (Billboard Hot Rap Songs)         | 3           |

## Список композиций
Цифровая дистрибуция
| №  | Название                     | Автор(ы)                                               | Продюсер(ы)   | Длительность |
| -- | ---------------------------- | ------------------------------------------------------ | ------------- | ------------ |
| 1. | «I Wanna Rock» (single edit) | J. Brown, C. Broadus, S. Carter, R. Ginyard, E. Molina | Scoop DeVille | 3:56         |

CD-сингл
| №  | Название                                                        | Автор(ы)                                                         | Продюсер(ы)   | Длительность |
| -- | --------------------------------------------------------------- | ---------------------------------------------------------------- | ------------- | ------------ |
| 1. | «I Wanna Rock (The Kings G-Mix)» (feat. Jay-Z)                  | J. Brown, A. Young, C. Broadus, R. Ginyard, E. Molina, S. Carter | Scoop DeVille | 4:02         |
| 2. | «I Wanna Rock (The Kings G-Mix)» (edited version) (feat. Jay-Z) | J. Brown, A. Young, C. Broadus, R. Ginyard, E. Molina, S. Carter | Scoop DeVille | 4:00         |

## Remixes
Это официальный ремикс на песню «The Kings' G-Mix.» при участии Jay-Z. Видеоклип был выпущен на канале Snoop Dogg в Youtube, 25 марта 2010 года. В клипе Jay-Z нет. Позже, был записан фристайл с Ludacris, и добавлен к оригиналу трека как ремикс «The Kings' G-Mix.» на радио. Для записи были взяты элементы из трека «Microphone Fiend», исполненный Eric B. & Rakim. Данный сингл в альбоме Snoop Dogg: More Malice стоит первым в трек-листе.
Второй официальный ремикс вышел 15 февраля, 2010 года под названием «Interstate Trafficking Remix», при участии Roscoe Dash, Rick Ross, Maino, OJ da Juiceman и Yo Gotti. Продюсером трека стал DJ Green Lantern, вскоре выйдя как новый трек к синглу Snoop Dogg.
Третий официальный ремикс был записан при участии Kardinal Offishall. Ремикс назван «TO Remix», и этот трек тоже является новым треком к синглу Snoop Dogg.
Четвёртая, официальная версия ремикса, названа «Travis Barker Remix». Этот трек является вторым бонус-треком на перевыпущенной версии альбома, More Malice.
Другие ремиксы были выпущены под названием «West Coast Remix», при участии Daz Dillinger, Kurupt, Crooked I, Ras Kass и Nipsey Hussle., также как трек «Queens Remix», при участии Lil' Kim и Lady of Rage. Кроме того, есть фристайлы с этим инструменталом у таких рэперов, как:
- Yelawolf
- Ludacris
- Raekwon
- Kano
- Fat Joe
- Rock City
- Joell Ortiz
- Adil Omar
- Ras Kass
- Styles P
- Busta Rhymes
- Crooked I
- Cassidy
- Young Jeezy
- Tha Dogg Pound
- Bow Wow
- Nipsey Hussle
- Red Cafe
- Bun B
- Nu Jerzey Devil
- Juelz Santana
- Ace Hood
- Lil' Rob
- Trey Songz
- Tyga
- Sway
- Slick Rick
- Lil' Kim
- Jae Millz
- Lloyd Banks
- Chris Brown
- Jay Z